# Orthogastropoda
Orthogastropoda är en underklass i klassen snäckor som innefattar det största antalet av nutida snäckor.

## Historia
I samband med undersökningar som avslutades 1997 av Ponder och Lindberg blev det klart att gruppen framgälade snäckor (Prosobranchia) är parafyletisk. Enligt kladistikens regler ska parafyletiska grupper delas upp så att medlemmarna kan flyttas till monofyletiska grupper. Enligt analysen utförd av Ponder och Lindberg kan klassen snäckor delas i två stora undergrupper, Orthogastropoda och Eogastropoda. När man använder Linnés systematiska system på dessa grupper utgör de underklasser. Tillsammans med delar av den tidigare gruppen framgälade snäckor bildas Orthogastropoda av grupperna bakgälade snäckor (Opisthobranchia), lungsnäckor (Pulmonata) och en del fossila snäckor. Även i gruppen Eogastropoda finns delar av den tidigare gruppen framgälade snäckor, men även medlemmar av ordningen Patellogastropoda.

## Definition
Det finns 15 gemensamma kännetecken som visar att gruppen Orthogastropoda är monofyletisk. De viktigaste av dessa är:
- Arternas rivtunga (Radula) är en flexibel membran.
- Ursprungligen hade alla vuxna individer i gruppen en lock av ett fast ämne (oftast kalk) för att sluta mantelns öppning (idag är locken hos flera undergrupper bakåtbildade).
- Vid den främre delen av foten finns körtlar.
- Ögonen har ett glashölje.

## Systematik
Enligt aktuellt förslag delas Orthogastropoda i 6 överordningar men för flera fossila medlemmar bildas troligen självständiga överordningar.
- (över-)ordning †Murchisoniida Cox & Knight, 1964
- överordning Cocculiniformia Haszprunar,
- överordning "Hot Vent Taxa" Ponder & Lindberg, 1997
- överordning Vetigastropoda Salvini-Plawen, 1987
- överordning Neritaemorphi Koken, 1896
- överordning Caenogastropoda Cox, 1960
- överordning Heterobranchia J.E. Gray, 1840